# Новоказанка (Кармаскалинський район)
Новоказа́нка (рос. Новоказанка, башк. Яңы Ҡаҙан) — присілок у складі Кармаскалинського району Башкортостану, Росія. Входить до складу Єфремкинської сільської ради.
Населення — 19 осіб (2010; 25 в 2002).
Національний склад:
- башкири — 100 %